# NGC 2341
NGC 2341 est une galaxie spirale située dans la constellation des Gémeaux. NGC 2341  a été découverte par l'astronome allemand Albert Marth en 1864.

## Caractéristiques
Sa vitesse par rapport au fond diffus cosmologique est de 5 314 ± 11 km/s, ce qui correspond à une distance de Hubble de 78,4 ± 5,5 Mpc (∼256 millions d'al).
NGC 2341 présente une large raie HI et elle renferme des régions d'hydrogène ionisé.

## Paire de galaxies en interaction
Les galaxies NGC 2341 et NGC 2342 sont à peu près à la même distance de nous et elles forment une paire de galaxies interaction gravitationnelle.

## Supernova
La supernova SN 2004gd a été découverte dans NGC 2341 le 6 novembre 2004 par M. Moore, K. Shimasaki et W. Li dans le cadre du programme LOSS (Lick Observatory Supernova Search) de l'observatoire Lick. Cette supernova était de type IIn. 